# 오룡대협
"오룡대협"은 한국에서 제작된 진지화 감독의 1978년 영화이다. 성룡 등이 주연으로 출연하였고 강대진 등이 제작에 참여하였다.

## 출연

### 주연
- 성룡
- 김정란
- 이해룡
- 방수일

## 기타
- 조명: 허목왕
- 녹음: 김성찬
- 미술: 추지량